# Causeway Bay Books

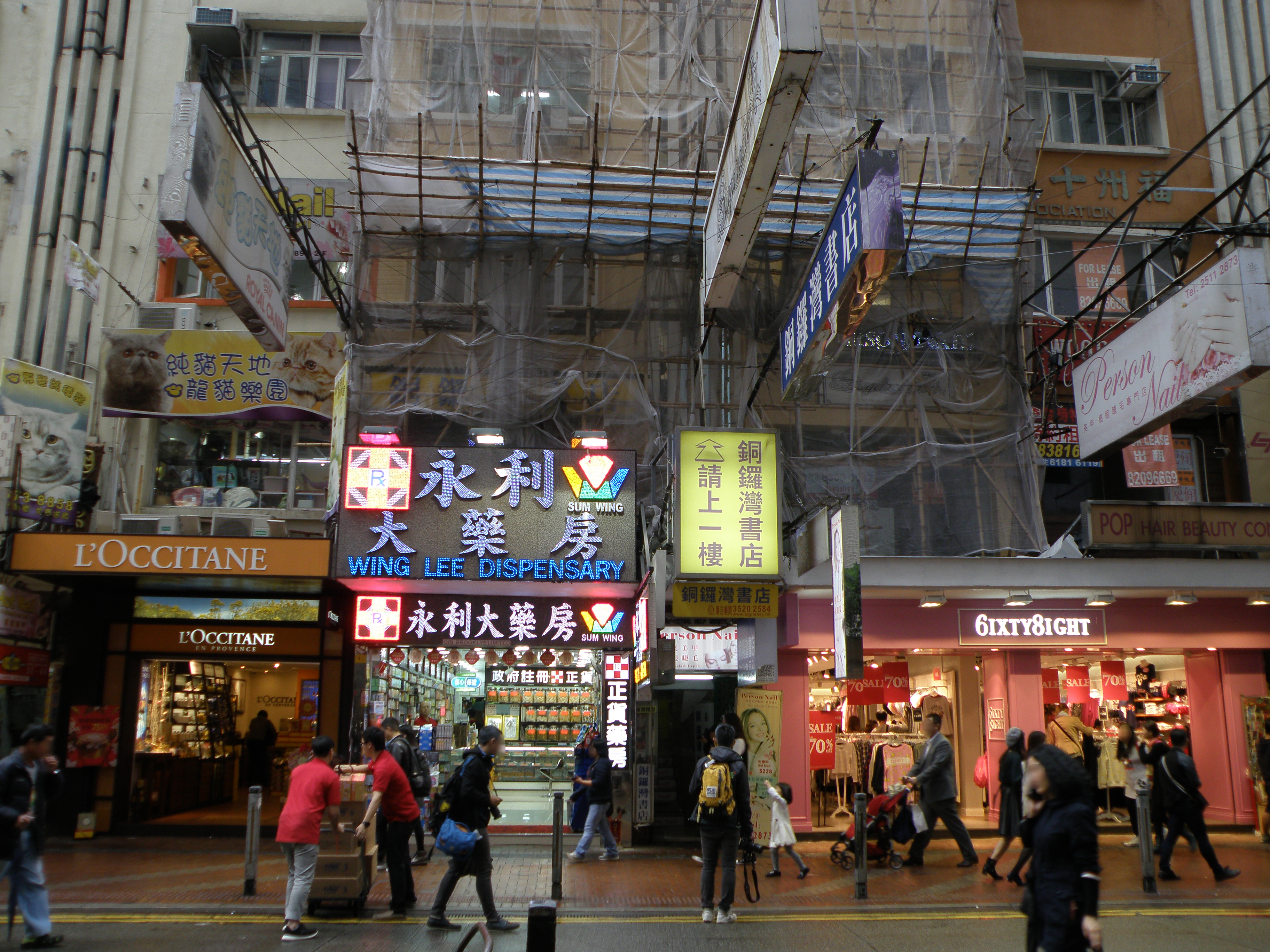
La librairie au 531 Lockhart Road, Causeway Bay.

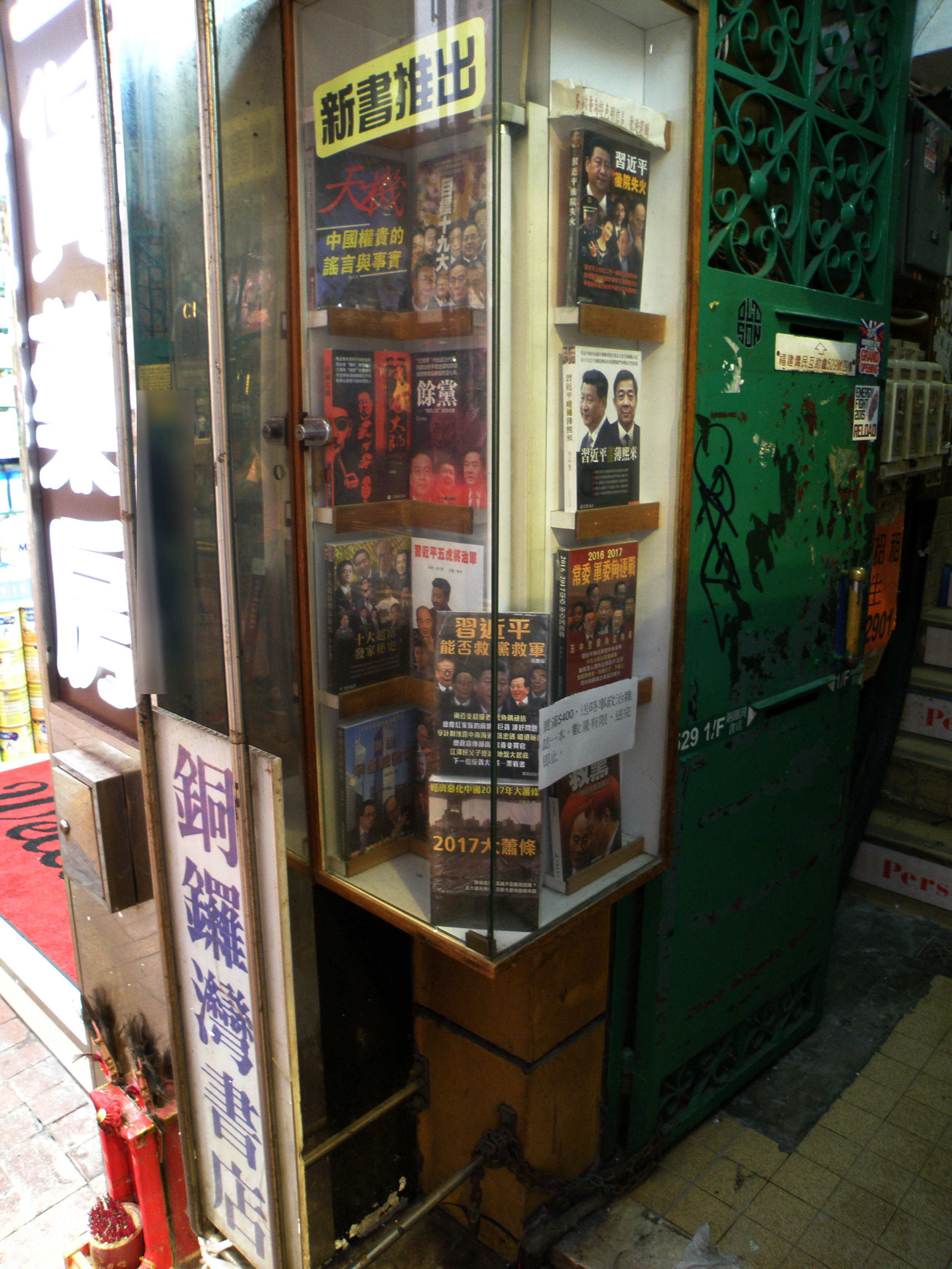
L’entrée depuis la rue, sa vitrine.

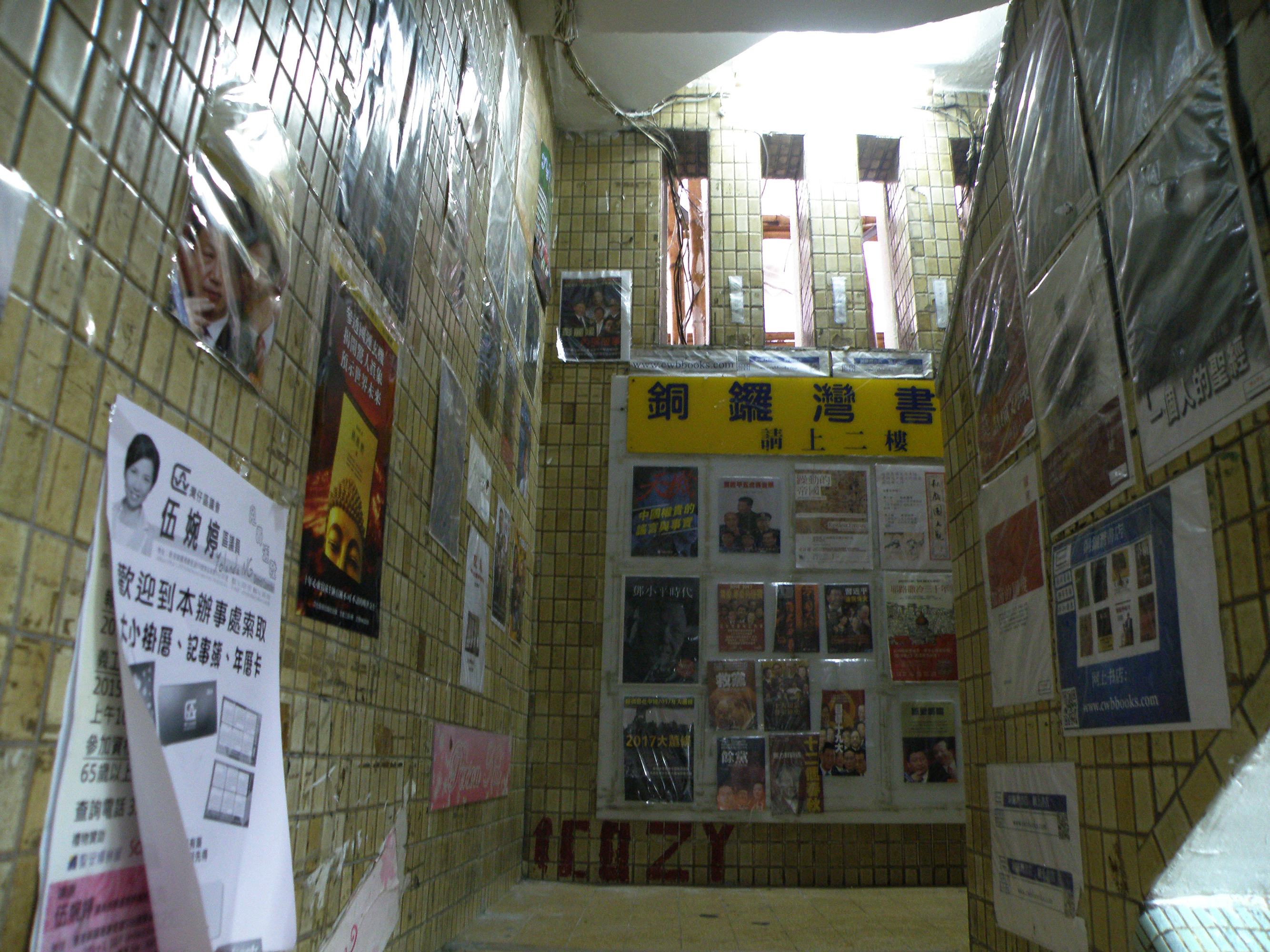
La cage d'escalier et son affichage publicitaire.

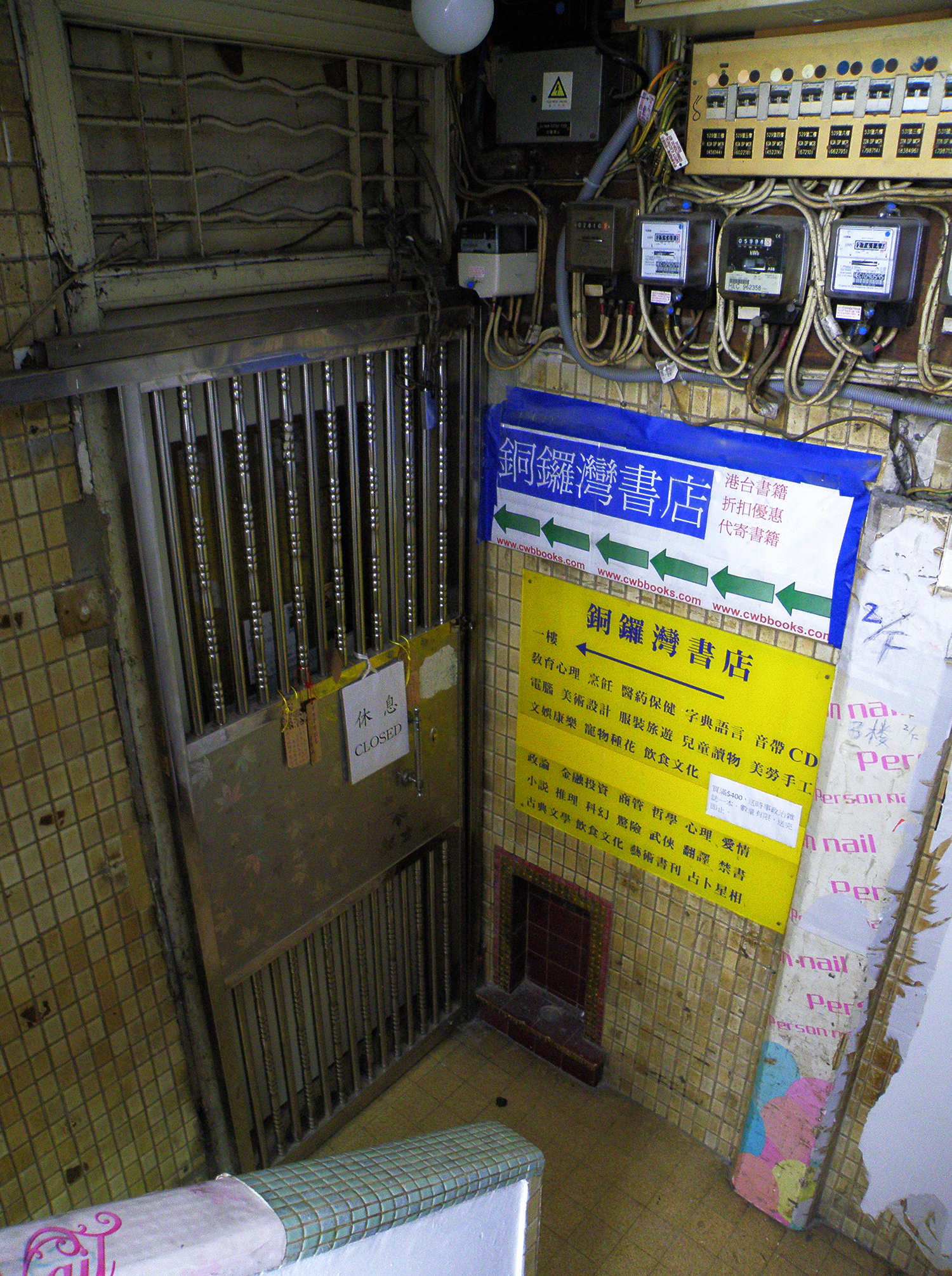
La porte est blindée en permanence depuis la disparition de Lee Bo.

Causeway Bay Books (chinois traditionnel : 銅鑼灣書店) est une librairie indépendante à Hong Kong,, particulièrement fréquentée par les touristes en provenance de Chine continentale à la recherche des livres sur la politique chinoise et les hauts dirigeants du Parti communiste chinois non disponibles en République populaire de Chine. À partir du mois d'octobre 2015, cinq personnes faisant partie de la librairie sont portées disparus successivement. La communauté internationale s’inquiète en raison des soupçons d'enlèvement par les agents de l’État chinois,,,.

## Historique
La librairie, situé sur l’île de Hong Kong dans le quartier populaire de Causeway Bay, est fondée en 1994 par Lam Wing-kei. Elle se trouve au deuxième étage au 531 Lockhart Road, Causeway Bay, et possède une surface de 30 mètres carrés. La librairie vend des ouvrages sur la littérature et l’histoire chinoise, mais se spécialise dans des livres politiques qui sont pour la plupart censurés en Chine populaire. De par le statut juridique particulier de Hong Kong (par rapport à la Chine) censé protéger la liberté d'expression, ces ouvrages y sont publiés et vendus sans contraintes ; les touristes en provenance de la Chine continentale viennent à Hong Kong exprès pour acheter ce genre de livres non disponibles dans leur pays.
Le propriétaire de la librairie, Lam Wing-kei le vend à une société (sarl) dénommé Mighty Current Media. Il reste son directeur général. En septembre 2014, les trois actionnaires sont : Gui Minhai (34%), Sophie Choi (34%) and Lui Bo (32%). La société Mighty Current est connue parmi les éditeurs comme une maison d'édition avec de nombreuses filiales. Cet éditeur serait responsable pour entre 30 et 60 pour cent de livres salaces où à la qualité douteuse écrits sur les hommes politiques chinois mais qui a néanmoins une distribution répandue dans les autres librairies et les kiosques de Hong Kong. Même la librairie au sein de l’Aéroport international de Hong Kong en vendait.

## Disparitions
- Lui Bo (呂波, né 1970), responsable à librairie et un des trois actionnaires de Mighty Current. Vu pour la dernière fois le 14 octobre 2015 dans la librairie où il s'était connecté au réseau informatique de la librairie. Il aurait disparu de sa résidence à Shenzhen[11].
- Gui Minhai (桂民海, né 1966), citoyen suédois et un des trois actionnaires de Mighty Current[11], est vu la dernière fois le 17 octobre 2015 sortant de son appartement à Pattaya, Thaïlande avec un homme inconnu[12],[13]. Auteur et éditeur, Gui aurait écrit et publié 200 ouvrages pendant sa carrière[14]. Il aurait appelé sa femme le 6 novembre mais à ce moment ne voulait pas divulguer où il se trouvait[15]. La famille de Gui a contacté l’ambassade suédoise, et la police suédoise a porté plainte auprès d'Interpol[14]. Les autorités thaïs n'ont pas de trace de son départ de leur pays[16].
- Lam Wing-kei (林榮基, né 1955), fondateur du Causeway Bay Books, est disparu depuis le 24 octobre 2015[17]. Il y travaillait des longues heures et y passait souvent la nuit[18]. Sa femme l'avait porté disparu auprès de la police hongkongais le 5 novembre[18].
- Cheung Jiping (張志平, né 1983), responsable de Mighty Current, qui aurait disparu de sa résidence dans le quartier de Fenggang, à Dongguan. Il a été arrêté par au moins une douzaine d'hommes en civil[11].
- Lee Bo (connu au nom de Paul Lee, 李波, né 1950)[19], citoyen britannique et époux de Sophie Choi, qui est un des trois actionnaires de Mighty Current[11]. Lee fréquentait la librairie pour y donner un coup de main. Lee avait travaillé précédemment pour l’éditeur Joint Publishing avant qu'il ne commence à travailler dans la librairie[20]. Lee était à Hong Kong quand il est disparu le 30 décembre 2015, apparemment en train de faire une livraison à un client non identifié à Chai Wan[21]. Comme sa femme l'attendait pour dîner à la maison vers 19h15 le 30 décembre, elle a averti la presse et la police quand il n'était pas rentré ce soir-la[22],[23],[24].

Depuis la premier disparition et jusqu'à sa disparition, c'est en effet un Lee Bo très inquiet qui a fait de nombreux entretiens anonymes avec la presse internationale pour faire valoir les disparitions de ses quatre collègues.
Avant les disparitions, la librairie avait plus de 100,000 livres destinés à la revente dans deux entrepôts. L'un d'entre eux, qui hébergeait 45,000 livres, a été vidé sous les ordres de Sophie Choi. Un assistant à la librairie dit que Choi avait autorisé la destruction de ces stocks dans l'espoir d’accélérer le retour de son mari.

### Réaction gouvernementale hongkongaise
Le gouvernement hongkongais s'est dit « très concerné par la sécurité et les droits des habitants de Hongkong ». CY Leung, le chef de l’exécutif du territoire chinois qui en 1997 a été rétrocédé à la Chine par le Royaume Uni, soulignant la large autonomie confiée par le modèle « un pays, deux systèmes » selon laquelle la liberté de la presse, d’édition et d’expression était protégée par la loi fondamentale hongkongaise, et que seuls les services de sécurité hongkongais ont le droit de faire respecter la loi à Hongkong.

### Réaction britannique
Philip Hammond, le ministre des Affaires étrangères britannique, a exprimé son inquiétude à la disparition inexpliquée de cinq personnes en lien avec une librairie et éditeur à Hong Kong, particulièrement le cas de M Lee Po, un citoyen britannique. Il a demandé si les autorités de Hongkong et de la Chine avaient connaissance de l’endroit où il se trouve, ils doivent être transparents. Bien que Hammond rappelle que si Lee Bo était impliqué dans un quelconque « non-respect des lois de Hongkong, la question devrait être réglée à Hongkong, par le système judiciaire de Hongkong », Wang Yi, son homologue chinois, a riposté que Lee Bo était «surtout et avant tout citoyen chinois». Un porte-parole du ministère insiste qu’«aucun pays étranger n’avait le droit de s’interposer» dans les affaires de HongKong, qui sont des affaires internes à la Chine.

### Révélations de Lam Wing-kei
Lam rentre à Hong Kong après avoir passé huit mois à l’intérieur de la Chine. Il refusait tout commentaire et il est allé à la police pour clore son dossier de disparition. Au lieu de retourner en Chine trois jours après comme il aurait dû, il convoque une conférence de presse où il prétendait avoir été détenu à la frontière chinoise à Shenzhen le 24 octobre 2015. Selon Lam, les officiers avaient refusé de lui communiquer la motivation de sa détention, et il a été forcé de signer un document pour renoncer à ces droits de représentation par un avocat et de notification de sa famille. Il a été transporté à Ningbo où il était mis sous surveillance permanente et interrogé par le Central Task Force – une cellule qui rend compte directement aux hauts dirigeants du Parti central,,. Après mars 2016, Lam a été de nouveau transporté, cette fois-ci à Shaoguan, où il a dû travailler dans une bibliothèque sans pouvoir quitter la Chine. Il a avoué ses torts dans un vidéo qui est apparue sur la chaîne télévision nationale CCTV. Il aurait été relâché pour retourner à Hong Kong missionné de récupérer le disque dur de la librairie contenant des données des clients. Par la suite, il désavoue sa confession télévisée en février comme étant rédigée par les officiers qui l'avaient gardé en détention. Il déclare que la confession télévisée faite par son collègue Lee Bo a été obtenue involontairement comme lui,.